# نوريكو كاتو
نوريكو كاتو (باليابانية: 加藤紀子؛ بالكانا: かとう のりこ) هي مغنية وتارينتو وممثلة يابانية، ولدت في 30 يناير 1973 في سوزوكا في اليابان.

## وصلات خارجية
- الموقع الرسمي
- نوريكو كاتو على موقع IMDb (الإنجليزية)
- نوريكو كاتو على موقع ميوزك برينز (الإنجليزية)
- نوريكو كاتو على موقع ديسكوغز (الإنجليزية)
- نوريكو كاتو على موقع قاعدة بيانات الفيلم (الإنجليزية)